# Agapanthia
Agapanthia је род инсеката из реда тврдокрилаца (Coleoptera) и фамилије стрижибуба (Cerambycidae). Припада потфамилији Lamiinae. Род Agapanthia је описао Жан Гиом Один-Сервиљ (Јean Guillaume Audinet Serville) 1835. године.

## Распрострањење
Род Agapanthia обухвата 11 подродова и 85 врста које насељавају већи део Палеарктика. Најбројнији су подродови Epoptes Gistel, 1857 и Smaragdula Pesarini & Sabbadini, 2004 са 42, односно 23 евроазијске врсте. Три евроазијска подрода, Agapanthia Audinet-Serville, 1835 (три врсте), Homoblephara Pesarini & Sabbadini, 2004 (пет врста) и Synthapsia Pesarini & Sabbadini, 2004 (једна врста), обухвата мањи број врста. Врсте из подродова Agapanthoplia Pesarini & Sabbadini, 2004 (једна врста), Amurobia Pesarini & Sabbadini, 2004 (четири врсте), Chionosticta Pesarini & Sabbadini, 2004 (једна врста) и Mirabilinia Kasatkin, 2020 (једна врста) настањују искључиво Азију. Подрод Drosotrichia Pesarini & Sabbadini, 2004 обухвата једну врсту која настањује Пиринејско полуострво и север Африке, док подрод Stichodera Pesarini & Sabbadini, 2004 обухвата две врсте - једна живи у Азији, а друга настањује Пиринејско полуострво и север Африке. 
У Европи живи 29 врста овог рода.

## Врсте у Србији
У Србији живи 13 врста из овог рода, мада је присуство две врсте веома упитно, обзиром да у Србији не живе биљке домаћи ових врста:
- Подрод Agapanthia Audinet-Serville, 1835
  - Agapanthia cardui (Linnaeus, 1767)
- Подрод Epoptes Gistl, 1857
  - Agapanthia asphodeli (Latreille, 1804) - вероватно живи на југу Србији, али је налаз са Фрушке горе сумњив, јер на тој планини нема адекватну биљку домаћина
  - Agapanthia cynarae (Germar, 1817)
  - Agapanthia dahli (Richter, 1821)
  - Agapanthia schurmanni Sama, 1979 - вероватно живи на југу Србији, али је налаз са Фрушке горе сумњив, јер на тој планини нема адекватну биљку домаћина
  - Agapanthia villosoviridescens (DeGeer, 1775)
- Подрод Homoblephara Pesarini & Sabbadini, 2004
  - Agapanthia maculicornis (Gyllenhal, 1817)
- Подрод Smaragdula Pesarini & Sabbadini, 2004
  - Agapanthia frivaldszkyi Ganglbauer, 1883 - постоје подаци у присуству ове врсте у Србији, али је вероватно реч о погрешној идентификацији
  - Agapanthia intermedia Ganglbauer, 1883 - вероватно живи у Србији
  - Agapanthia osmanlis Reiche & Saulcy, 1858 - постоје подаци у присуству ове врсте у Србији, са Фрушке горе, али је вероватно погрешна идентификација тада још неописане врсте A. viti
  - Agapanthia violacea (Fabricius, 1775)
  - Agapanthia viti Rapuzzi & Sama, 2012
- Подрод Synthapsia Pesarini & Sabbadini, 2004
  - Agapanthia kirbyi (Gyllenhal, 1817)

## Галерија
- Agapanthia villosoviridescens
- Agapanthia kirbyi
- Agapanthia cynarae
- Agapanthia dahli
- Agapanthia maculicornis
- Agapanthia violacea
- Agapanthia viti полаже јаја